# Juan Ramos de Lora
Fra' Juan Ramos de Lora (Los Palacios y Villafranca, 23 giugno 1722 – Mérida, 9 novembre 1790) è stato un missionario, docente e vescovo cattolico spagnolo naturalizzato venezuelano.
Francescano, fu il primo vescovo di Mérida e di Maracaibo e fondatore dell'Universidad de Los Andes, seconda università del paese dopo l'Università di Caracas.

## Biografia
I suoi genitori, i residenti di Los Palacios, erano contadini benestanti e poterono procurare al figlio un'istruzione superiore alla maggior parte dei bambini del villaggio. A quindici anni entrò nel convento di Sant'Antonio di Padova di Siviglia, dove studiò grammatica, lettere, filosofia e metafisica.
Emise i voti religiosi nell'Ordine dei Frati Minori nel 1743 e continuò i suoi studi di teologia, filosofia scolastica e Sacre Scritture. Fu ordinato sacerdote nel 1746, quando aveva 24 anni.
Tre anni dopo andò come missionario in Messico al monastero di San Fernando, a Città del Messico. Dopo pochi mesi fu inviato con altri missionari sulla Sierra Gorda, dove rimase sedici anni. Qui presiedette le missioni di Santiago de Jalpa e visse con pane indiano.
Tra il 1767 e il 1772 esercitò la sua opera missionaria nella Bassa California. In quest'ultimo anno fu richiamato al convento di San Fernando, a Città del Messico, a seguito dell'erezione di una nuova diocesi in Venezuela, comprendente Mérida e Maracaibo, Ramos de Lora fu designato il primo titolare della sede. Ed era diventato uno dei protagonisti dell'evangelizzazione del Messico e della California, ed era quindi considerato la persona ideale per la nuova diocesi venezuelana.
L'erezione formale della diocesi di Mérida si ebbe il 16 febbraio 1778 con la bolla Magnitudo Divinae Bonitatis di papa Pio VI. Fra Juan de Ramos Lora fu nominato primo vescovo della nuova diocesi, da re Carlo III il 31 agosto 1780 e confermato da papa Pio VI il 24 settembre 1782. Fu consacrato a Puebla de los Ángeles nel dicembre dello stesso anno. Arrivò a Maracaibo il 16 marzo 1784, rimanendo in questa città per quasi un anno. Il 26 febbraio 1785 arrivò a Mérida. Il 29 marzo, un mese e tre giorni dopo, provvide all'opera più gloriosa del suo episcopato, la fondazione del seminario di Mérida.
Il vescovo assegnò come sede provvisoria del Seminario il Convento dei Padri Francescani. Due mesi dopo la sua istituzione, il seminario aveva già 42 studenti, come è attestato una lettera indirizzata dal vescovo al re. Questi esordi brillanti incoraggiarono il vescovo a concepire l'idea di costruire un edificio per il seminario.
Animato da tali desideri, scrisse al re una lettera datata 21 aprile 1787, cercando l'approvazione per la costruzione dell'edificio. Questa richiesta fu accolta con la pubblicazione del regio decreto del 20 marzo 1789. Il seminario fu dedicato a San Bonaventura ed ebbe tutti i diritti e privilegi dei seminari conciliari. Il vescovo Lora richiese inoltre che le classi di teologia, diritto canonico e scienze naturali potessero essere stabilite in un secondo tempo. Tutte le sue richieste furono esaudite e nel giugno del 1790 la costruzione era già completata.

## Un vescovo riformatore
Arrivando alla sua nuova diocesi, Ramos de Lora si scontrò con la diocesi di Bogotá in merito alla giurisdizione su Pamplona, il che portò a lunghi processi, che costarono alla diocesi di Mérida 7660 reales 7660, nonostante il fatto che la competenza di Mérida su Pamplona fosse stata precedentemente stipulata. A Mérida il vescovo affrontò una situazione di preparazione inadeguata del clero, che era concentrato nelle aree urbane con il conseguente abbandono delle zone rurali e dimostrava una propensione evidente per gli affari terreni. La radice del problema stava nell'isolamento della provincia e nella distanza che aveva separato il clero dalla diocesi di appartenenza, rendendo difficile fino ad allora la vigilanza dei vescovi. Ramos de Lora cercò di contrastare questo fenomeno con due misure: in primo luogo, per riformare il clero esistente, e in secondo luogo l'istituzione di un seminario e un collegio tridentino, per la formazione dei futuri sacerdoti.
Le riforme Juan Ramos de Lora influenzano ancor oggi le caratteristiche culturali di Mèrida, di cui Ramos de Lora è una figura emblematica e presente.

## Genealogia episcopale
La genealogia episcopale è:
- Cardinale Guillaume d'Estouteville, O.S.B.Clun.
- Papa Sisto IV
- Papa Giulio II
- Cardinale Raffaele Sansone Riario
- Papa Leone X
- Papa Paolo III
- Cardinale Francesco Pisani
- Cardinale Alfonso Gesualdo di Conza
- Papa Clemente VIII
- Cardinale Pietro Aldobrandini
- Cardinale Laudivio Zacchia
- Cardinale Antonio Barberini, O.F.M.Cap.
- Cardinale Marcantonio Franciotti
- Cardinale Giambattista Spada
- Cardinale Carlo Pio di Savoia
- Arcivescovo Giacomo Palafox y Cardona
- Cardinale Luis Manuel Fernández de Portocarrero-Bocanegra y Moscoso-Osorio
- Patriarca Pedro Portocarrero y Guzmán
- Vescovo Silvestre García Escalona
- Vescovo Julián Domínguez y Toledo
- Vescovo Pedro Manuel Dávila y Cárdenas
- Arcivescovo Domingo Pantaleón Álvarez de Abreu
- Vescovo Miguel Anselmo Álvarez de Abreu y Valdéz
- Arcivescovo Francisco Fabián y Fuero
- Arcivescovo Iledfonso Núñez de Haro y Peralta
- Vescovo Juan Manuel Antonio Ramos Lora, O.F.M.